# Свети Димитър (Барешани)
Вижте пояснителната страница за други значения на Свети Димитър.
„Свети Димитър“ или „Свети Димитрий“ (на македонска литературна норма: „Свети Димитриј“) е православна църква в битолското село Барешани, Северна Македония. Църквата е под управлението на Преспанско-Пелагонийската епархия на Македонската православна църква.
Църквата е разположена в центъра на селото. Изградена е веднага след Първата световна война. Камбанарията на храма е построена от изселници в Америка в 1928 година.